# (9099) Kenjitanabe
(9099) Kenjitanabe (1996 VN3) – planetoida z pasa głównego asteroid okrążająca Słońce w ciągu 5,69 lat w średniej odległości 3,19 au. Odkryta 6 listopada 1996 roku.